# Viry (Saona i Loara)
Viry – miejscowość i gmina we Francji, w regionie Burgundia-Franche-Comté, w departamencie Saona i Loara.
Według danych na rok 1990 gminę zamieszkiwały 224 osoby, a gęstość zaludnienia wynosiła 11 osób/km² (wśród 2044 gmin Burgundii Viry plasuje się na 688. miejscu pod względem liczby ludności, natomiast pod względem powierzchni na miejscu 431.).